# Galium iranicum
Galium iranicum är en måreväxtart som beskrevs av Heinrich Carl Haussknecht och Joseph Friedrich Nicolaus Bornmüller. Galium iranicum ingår i släktet måror, och familjen måreväxter. Inga underarter finns listade i Catalogue of Life.